# Nagari Padang Lua
Nagari Padang Lua is een bestuurslaag in het regentschap Agam van de provincie West-Sumatra, Indonesië. Nagari Padang Lua telt 5960 inwoners (volkstelling 2010).